# Kompressionsstrumpf
Kompressionsstrümpfe (orthopädische Strümpfe oder fälschlich Gummistrümpfe, umgangssprachlich Stützstrümpfe) sollen therapeutische Effekte erzielen, indem sie beispielsweise zur Thromboseprophylaxe Druck auf die Beine ausüben. Als Reisebedarf, zur Unterstützung von Sport- und Freizeitaktivitäten oder zur Entlastung „schwerer“ Beine sind sie in Drogerien oder im Sanitäts- oder Sportfachhandel erhältlich. Als medizinische Kompressionsstrümpfe sind Kompressionsstrümpfe wesentlicher Bestandteil der Kompressionstherapie und werden als medizinisches Hilfsmittel bei Bedarf vom Arzt verordnet. Man behandelt mit medizinischen Kompressionsstrümpfen Krampfadern (Varizen), Beinthrombosen und deren Folge, die Chronisch-venöse Insuffizienz in all ihren Ausprägungen und das Postthrombotische Syndrom, das Lymphödem, und das Lipödem. Das An- und Ablegen von medizinischen Kompressionsstrümpfen aller Kompressionsklassen ist in Deutschland Bestandteil der Behandlungspflege und wird somit durch den Arzt verordnet, und die Kosten werden von Krankenkassen erstattet.
Spezielle Ulkus-Strumpfsysteme kommen in der Therapie des Offenen Beins (Ulcus cruris venosum) zum Einsatz und erhalten durch variablen Kompressionsdruck die Entstauung der Extremität, was eine verbesserte Durchblutung gewährleistet und somit Grundlage der Wundheilung ist. Die als Medizinische Thromboseprophylaxestrümpfe bezeichneten Strümpfe zur Thromboseprophylaxe haben einen geringeren Effekt als MKS oder Ulkus-Strumpfsysteme. Die weit verbreiteten so genannten Stützstrümpfe bieten eine sehr geringe und undefinierte Kompression und haben nur eine unspezifische therapeutische Wirkung.

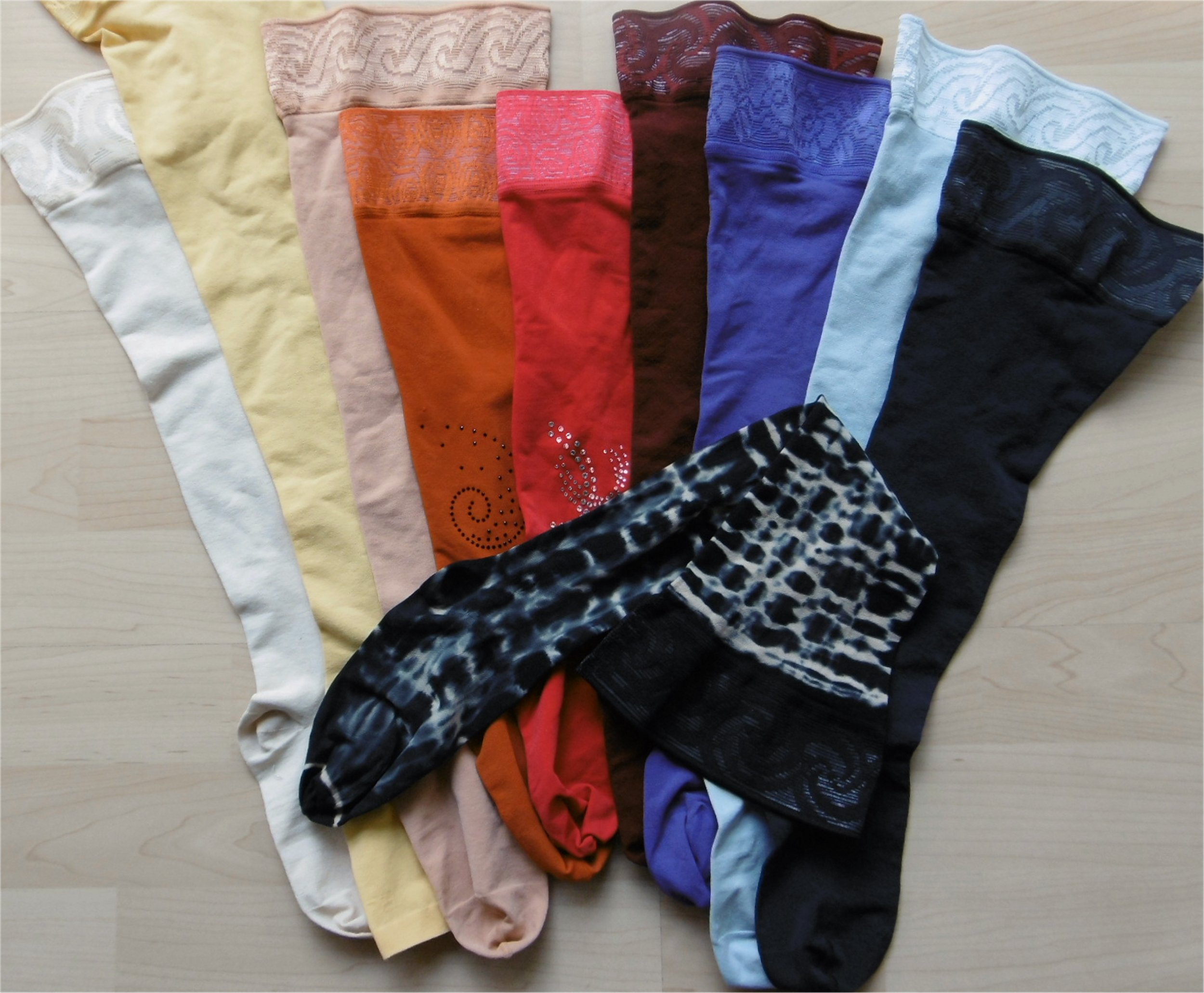
Medizinische Kompressionsstrümpfe in verschiedenen Farben und Formen, u. a. mit aufgesetztem Strass und in Batik-Optik

## Wirkprinzip
Kompressionsstrümpfe erzeugen von außen Druck auf das Gewebe des umschlossenen Beines, um dessen geschädigtes Venen- oder Lymphsystem zu entlasten. Ein Kompressionsstrumpf ist so gefertigt, dass der ausgeübte Druck von oben nach unten analog zum Gewebedruck in Richtung der Schwerkraft zunimmt.

## Medizinische Kompressionsstrümpfe (MKS)
Der Druck, den Medizinische Kompressionsstrümpfe erwirken, ist dem Krankheitsgrad des Patienten angepasst und wird in die Kompressionsklassen („CCL“, „Ccl“ oder „KKL“) I–IV eingeteilt. Die Kompressionsklasse I ist die leichteste Kompressionsklasse. Die Kompressionsklassen werden wie folgt eingeteilt:
| Kompressionsklassen | Kompressionsklassen | Kompressionsklassen | Kompressionsklassen |
| KKL                 | Intensität          | Druck in mmHg       | in KPa              |
| ------------------- | ------------------- | ------------------- | ------------------- |
| I                   | leicht              | 18–21               | 2,4–2,8             |
| II                  | mittel              | 23–32               | 3,1–4,3             |
| III                 | kräftig             | 34–46               | 4,5–6,1             |
| IV                  | sehr kräftig        | 49 und größer       | mind. 6,5           |

Medizinische Kompressionsstrümpfe sollen den Entstauungserfolg, der im Rahmen der Kompressionstherapie beispielsweise durch Pütter-Verband (Kompressionsbandagierungen) oder Adaptive Kompressionsbandagen erzielt wurde, gewährleisten. Somit kommen diese Produkte in der sogenannten Erhaltungsphase erst nach erfolgreicher Entstauung des Beines, beispielsweise zum Einsatz. Wie die Kompressionsbandagierungen dienen sie hierbei als Widerlager gegenüber der Arbeit der Muskelbewegung, etwa so wie eine Muskelfaszie. Somit können sie nur dann Wirkung entfalten, wenn der Träger des Kompressionsstrumpfs sich ausreichend bewegt, und wirken bei immobilen Menschen nur eingeschränkt.

### Strickarten und Ausführungen
Ein medizinischer Kompressionsstrumpf besteht aus Zweizugmaterial (Längs- und Querdehnung). Die Fadenqualität ist heute nur noch selten eine Naturfaser (Baumwolle), gemischt mit einer elastischen Chemiefaser (früher Gummi). Die aktuell meist verwendeten Vollsynthetikfasern sind wesentlich haltbarer. Es gibt prinzipiell zwei verschiedene Fertigungsverfahren: Rundstrick und Flachstrick.
Rundgestrickte medizinische Kompressionsstrümpfe werden nahtlos gestrickt. Diese werden bevorzugt bei den meisten Venenleiden eingesetzt. Sie sind in verschiedenen Konfektionsgrößen erhältlich. Verfügt der Träger des Strumpfs über von der Konfektion abweichenden Körperproportionen, so ist eine Maßanfertigung möglich und sinnvoll. Eine Anpassung an die Beinform ist bei Rundstrick lediglich durch Änderung der Maschengröße (feste oder lockere Strickung) bzw. der Fadenspannung möglich. Daher sind dem rundgestrickten MKS bei der Formgebung Grenzen gesetzt. So können Extremitäten mit sehr kleinen Umfängen und extremen Umfangsänderungen sowie mit vertieften Gewebefalten mit rundgestrickten Strümpfen nicht versorgt werden.
Eine zweite Variante sind flachgestrickte MKS, die nicht im Rundstrickverfahren hergestellt, sondern mit einer Naht wie eine Röhre zusammengenäht werden. Die Optik mag zwar unter diesem Verfahren etwas leiden (die Naht verläuft, meist sichtbar, auf der Beinrückseite entlang der gesamten Strumpflänge; diese Nähte können aber heutzutage ästhetisch sehr ansprechend aussehen), jedoch können so die Konturen der Beine wesentlich besser bekleidet werden. Flachgestrickte Strümpfe werden in der Regel bei Lymphödemen oder Lipödemen oder schweren Venenleiden mit Ödemneigung eingesetzt und haben die Kompressionsklassen II, III oder sogar IV. Zudem weist die Flachstrickkompression gegenüber der rundgestrickten ein gröberes Maschenbild und dickeres Gestrick auf.

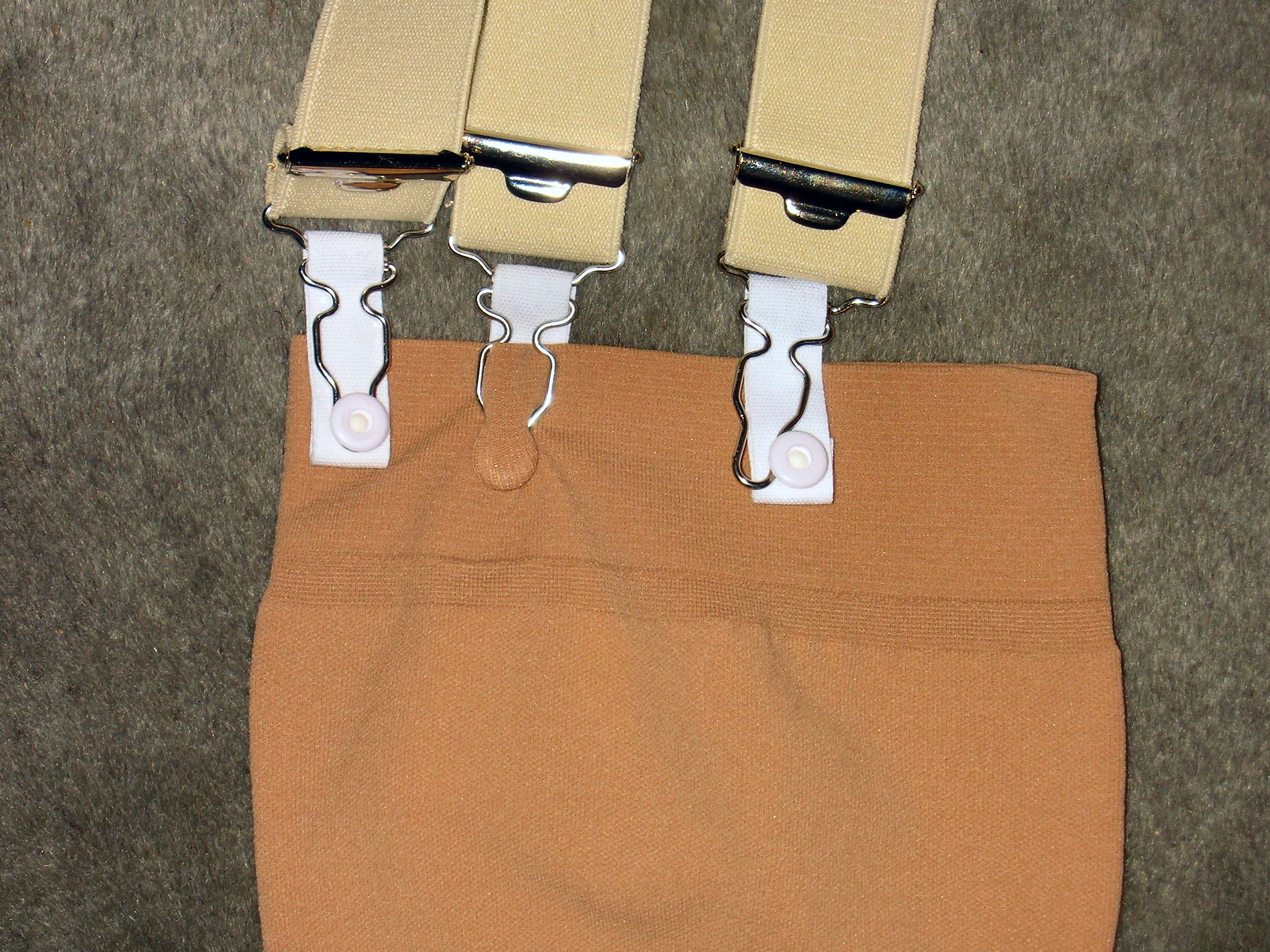
Befestigung mit Strumpfhalter

Medizinische Kompressionsstrümpfe sind als Wadenstrümpfe (AD), Halbschenkelstrümpfe (AF), Schenkelstrümpfe (AG) und ebenso als Strumpfhose für beide Geschlechter (AT) verfügbar. Gegebenenfalls sind auch Modelle als Umstandsstrumpfhose, sowie auch als Capri-, als Radlerhose und als Leggings in Sanitätshäusern, bei Orthopädietechnikern und Apotheken erhältlich. Wahlweise sind die bei „A“ beginnenden Ausführungen mit Zehenöffnung (offene Spitze) oder ohne Zehenöffnung (geschlossene Spitze) erhältlich. Bei den AF- und AG-Kompressionsstrümpfen ist meist der Oberrand des Strumpfes mit einem silikonbesetzten Halteband (Haftrand) ausgestattet, alternativ kann man auch Strumpfhalter verwenden. Kompressionsstrümpfe gibt es heute in vielen Standard- und Trendfarben.
Es gibt auch medizinische Kompressionsstrümpfe für Arme und Hände, da auch die oberen Gliedmaßen von Krankheiten betroffen sein können, die eine Kompression erfordern.

### Anwendung

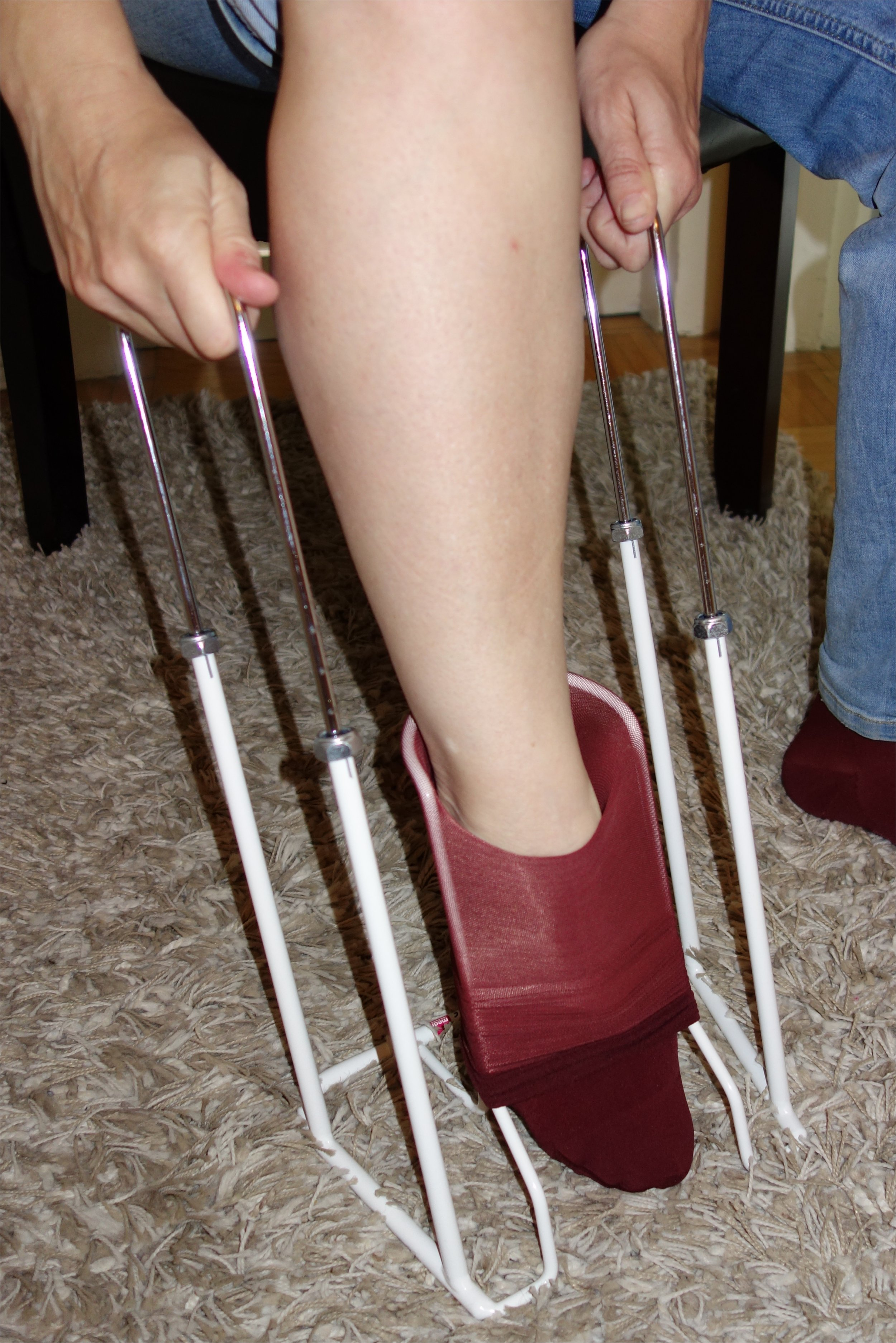
An-/Ausziehhilfe: Gestell

Medizinische Kompressionsstrümpfe kommen zum Einsatz bei:
- Chronisch-venöser Insuffizienz:  Häufigstes Einsatzgebiet von Medizinischen Kompressionsstrümpfen, die nach Abschwellen der Ödeme durch Kompressionstherapie den Entstauungserfolg erhalten, die Funktionsfähigkeit der Venenklappen wiederherstellen und die Arbeit der Wadenmuskelpumpe unterstützen. Bei Patienten mit CVI gilt das Tragen von Medizinischen Kompressionsstrümpfe als essentieller Faktor der Vermeidung von Rezidiven.[5]
- Postthrombotischem Syndrom:  Konsequente und längerfristige Kompression mit Medizinischen Kompressionsstrümpfen beugt nach einer Thrombose der tiefen Beinvenen der Entstehung einer Reihe von Spätfolgen vor.
- Lymphödem: Im Rahmen der Komplexen physikalischen Entstauungstherapie kommen Kompressionsstrümpfe in der Behandlung des Lymphödems zum Einsatz. Sie gewährleisten hierbei die Nachhaltigkeit des Entstauungserfolgs der Manuellen Lymphdrainage.[6] Bei Patienten mit Lymphödemen kommt der Kompressionsstrumpf erst zur Anwendung, wenn die betroffene Extremität so weit wie möglich entstaut ist.[7]
- Lipödem: Beim Lipödem handelt es sich eigentlich nicht um ein Ödem, also eine Flüssigkeitsansammlung im Gewebe, sondern um eine in der Regel anlagebedingte Fettverteilungs- und -Vermehrungsstörung.[8] Es tritt nahezu ausschließlich bei Frauen auf und ist weiter verbreitet als es bekannt ist; nach Untersuchungen sind ca. 10 % der Frauen in Deutschland mäßig bis deutlich ausgeprägt davon betroffen.[9] Wie beim Lymphödem sind Kompressionsstrümpfe nur ein Teil der Komplexen physikalischen Entstauungstherapie, und die Kompressionsware wird erst bei durch Lymphdrainage entstauten Extremitäten angepasst.

An- und Ausziehhilfen erleichtern den Umgang mit den Medizinischen Kompressionsstrümpfen und schonen das Strumpfmaterial, wodurch die Lebensdauer der Produkte steigt. An- und Ausziehhilfen sind ebenfalls im Fachhandel erhältlich und durch den Arzt verordnungsfähig. Es wird zwischen Gestellen und Gleitern unterschieden. Erstere bestehen aus Metall oder Plastik, letztere sind aus gleitfähigen künstlichen Fasern gefertigt, beispielsweise Ballonseide. Je nach Produkt erleichterten diese Produkte entweder nur das Anlegen, oder sowohl das Anlegen als auch das Ausziehen der Strümpfe. Zudem gibt es spezielle Gummihandschuhe sowie Textilhandschuhe mit gummierter Handinnenfläche, die das Anziehen und Ablegen der Kompressionsstrümpfe erleichtern und zudem das Gestrick der Strümpfe schonen.

## Ulkus-Strumpfsysteme
Seit einigen Jahren stehen spezielle Kompressionsstrumpfsets zur Versorgung von Patienten mit Ulcus cruris zur Verfügung, sogenannte Ulkus-Strumpfsysteme, die auch bei einer bestehenden Wunde verwendet werden können. Beim Ulcus cruris handelt es sich um eine chronische Wunde, die typischerweise an der Innenseite des Unterschenkels auftritt. Vor der Entwicklung von Ulkus-Strumpfsystemen war eine Kompressionsversorgung bei Patienten mit einer solchen bestehenden Wunde aufgrund der hierbei zum Einsatz kommenden Wundversorgung daher nur mit Kompressionsbinden möglich.
Die meisten Ulkus-Strumpfsysteme bestehen aus zwei Strümpfen, die übereinandergezogen die KKL III erwirken. Der obere Strumpf kann zur Nacht abgelegt werden und ist bei einigen Modellen mit einem Reißverschluss versehen, was dem Betroffenen die Selbstanlage erleichtert. Der glatte und weniger feste Unterziehstrumpf verbleibt permanent am Bein. Er hat für sich eine geringere Kompressionswirkung, als in Kombination mit dem Überziehstrumpf. Der Unterziehstrumpf fixiert die Wundauflage auf der Ulkus-Wunde und seine gleitfähige Struktur erleichtert das Darüberziehen des oberen Strumpfes.
Ulkus-Strumpfsysteme sind üblicherweise als Konfektionsware erhältlich. Die Auswahl der Größe basiert hierbei auf einer Vermessung der Umfänge der Knöchel und der Waden. Einige Hersteller bieten Ulkus-Strumpfsysteme nach Maß an.

## Medizinische Thromboseprophylaxestrümpfe (MTPS)

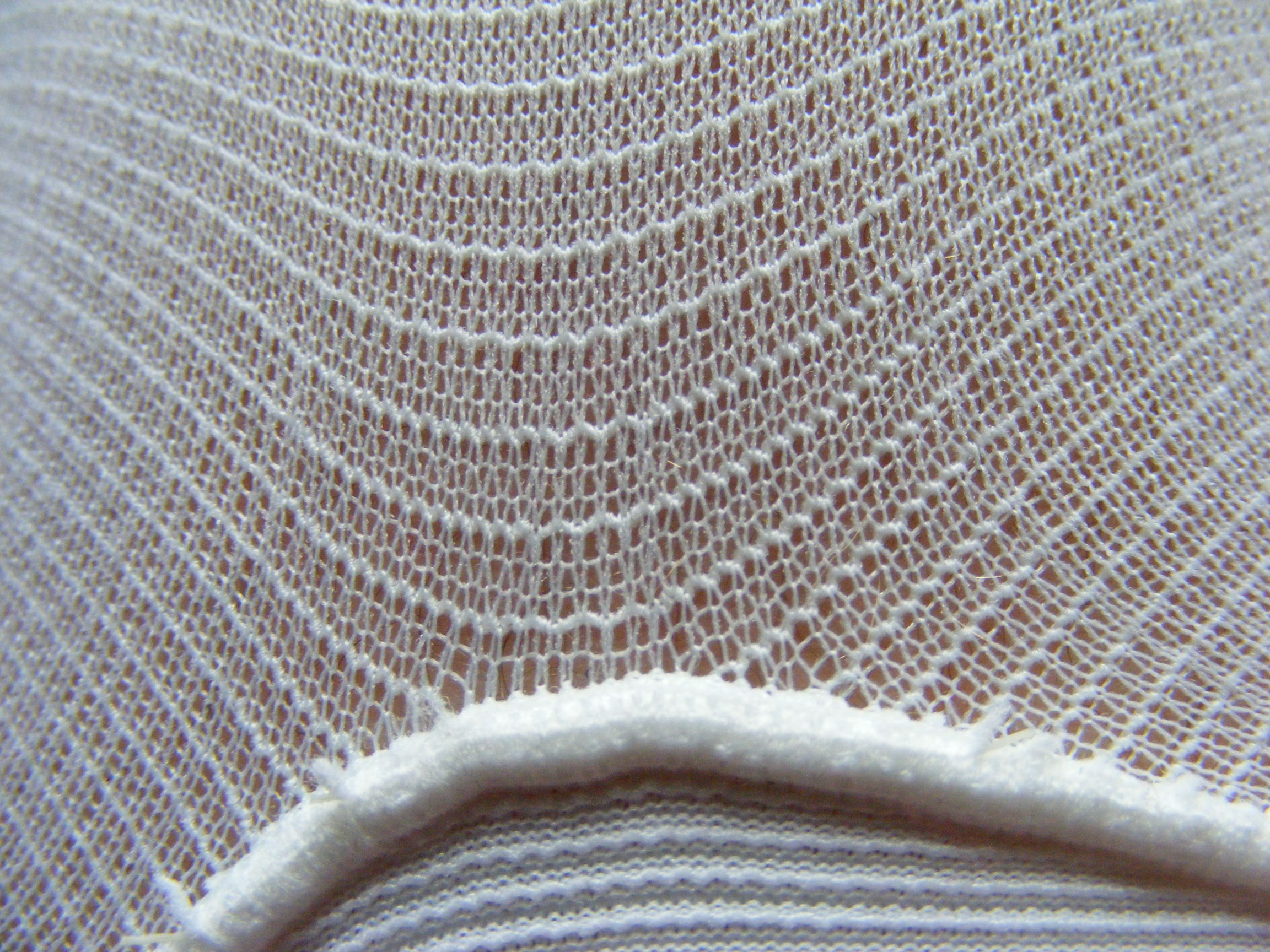
Gestrick eines Anti-Thrombosestrumpfes (Detail)

Nach einer Thrombose entsteht in den Venen im Knöchelbereich ein dauerhaft erhöhter Druck, der über die gestörten Venen bis in die kleinsten Hautgefäße fortgeleitet wird. Gegen diesen Druck muss von außen ein Gegendruck aufgebaut werden. Dazu dient der medizinische Thromboseprohylaxestrumpf.
Am Anfang der Thrombosebehandlung hilft er, die Beschwerden und die Schwellung schnell zu beseitigen. Langfristig verhindert der Strumpf krankhafte Hautveränderungen und die Entwicklung eines Ulcus cruris. Er muss nur tagsüber am Thrombosebein getragen werden. Der Arzt verordnet den Strumpf etwa alle sechs Monate neu, er wird in einem Fachgeschäft individuell angepasst. Im Allgemeinen reicht ein wadenlanger Strumpf aus. Im Normalfall ist die Kompressionsklasse II die richtige zur Behandlung einer tiefen Beinvenenthrombose. Medizinische Thromboseprophylaxestrümpfe haben einen gezielten Druckverlauf, der zum Herzen abnimmt. Eine Evidenz der Wirkung medizinischer Thromboseprophylaxestrümpfe existiert nicht. Marc Kraft präsentierte 2013 im Rahmen der 57. Jahrestagung der Deutschen Gesellschaft für Thrombose- und Hämostaseforschung, dass sich eine klinische Wirksamkeit für bestimmte Produkte demonstrieren lässt, und dass aufgrund der Heterogenität der Produkte deren Wirksamkeit bisher umstritten war.

## Kompressionsstrümpfe bei Diabetikern

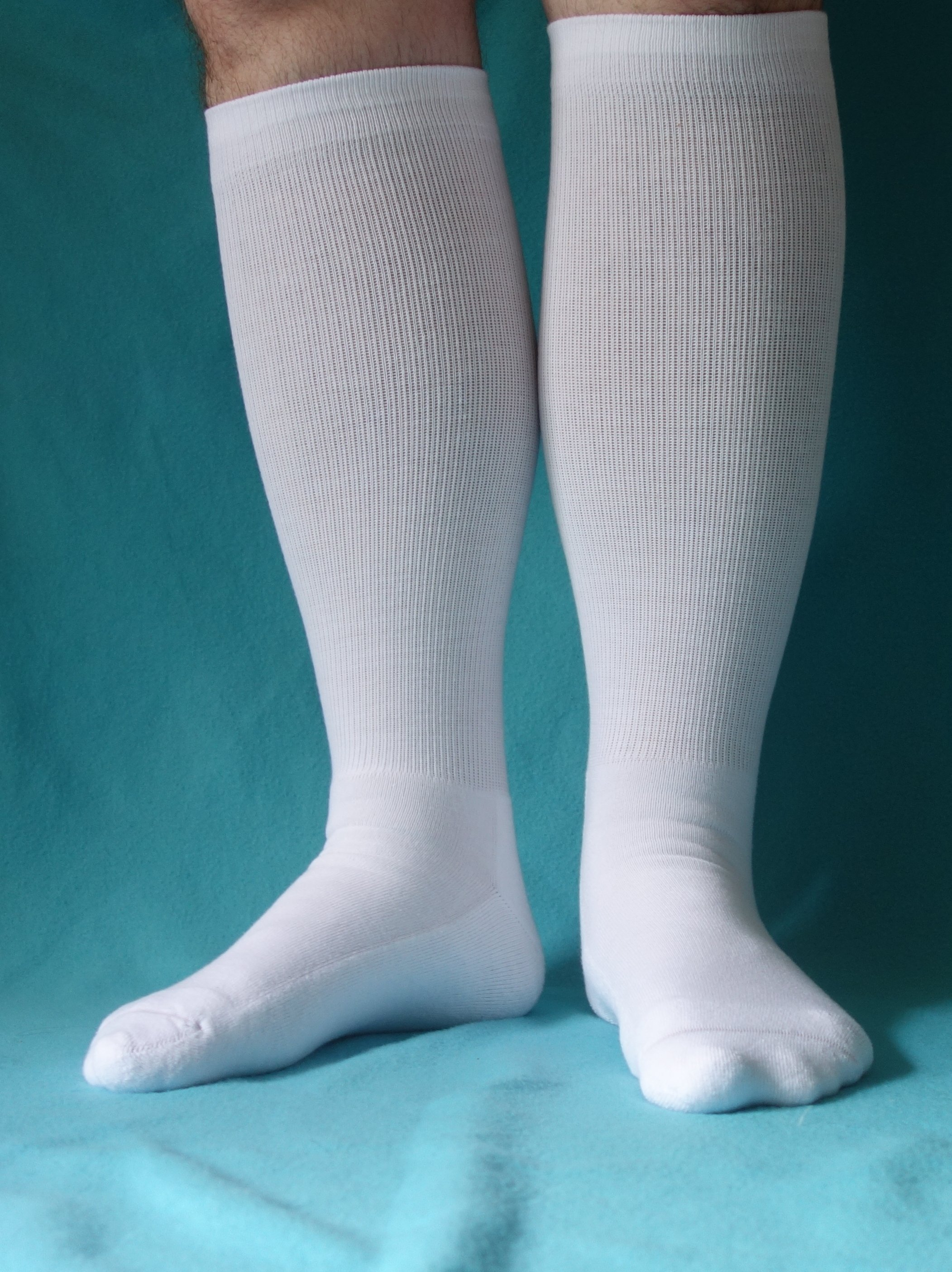
Kompressionsstrümpfe für Diabetiker

Die Vielzahl der Schädigungen die infolge einer Diabeteserkrankung an den unteren Extremitäten auftreten können, wird unter dem Begriff des Diabetischen Fußsyndroms zusammengefasst. Ausgelöst durch Verletzungen, die durch eine geminderte Schmerzwahrnehmung im Rahmen einer Neuropathie spät oder gar nicht bemerkt werden und angesichts der durch den Diabetes verschlechterten Durchblutungssituation der Beine schwer abheilen, entstehen oft hartnäckige Hautschädigungen, die sich bis hin zu einer Chronischen Wunde ausprägen können.
Spezielle Kompressionsstrümpfe für Diabetiker sollen diesen Risiken entgegenwirken. Es handelt sich um Konfektionsware mit geringer Kompressionswirkung, beispielsweise einem Druckbereich von 18–15 mmHg. Die Strümpfe verfügen über einem besonders stark gepolsterten Fußbereich, wodurch der Betroffene vor kleineren Verletzungsauslösern geschützt werden soll. Da Betroffene sich angesichts des verminderten Empfindens nicht auf ihre Schmerzwahrnehmung verlassen können, bestehen diese Speziellen Kompressionsstrümpfe aus weißem Textil, damit Verletzungen leichter visuell bemerkt werden können.

## Prophylaxe
Etwa 90 Prozent der erwachsenen Durchschnittsbevölkerung in Deutschland haben zumindest geringfügige Veränderungen an den Beinvenen, jedoch nur 23 Prozent sind in entsprechender ärztlicher Behandlung. In schwächerer Ausführung (KKL < I) sind Kompressionsstrümpfe auch als prophylaktisches Mittel gegen Reisethrombosen oder als Unterstützung für Angehörige dauernd stehender Berufe (z. B. Verkäufer) in Verwendung.
Regelmäßig werden Kompressionsstrümpfe nach Operationen oder auch für Träger von Gipsverbänden o. ä. verordnet. Stützstrümpfe (außer MTPS) haben keinen kontrollierten Druckverlauf und sind deshalb für Menschen mit Venenerkrankungen nicht geeignet.

## Kompressionsstrümpfe in Sport und Freizeit

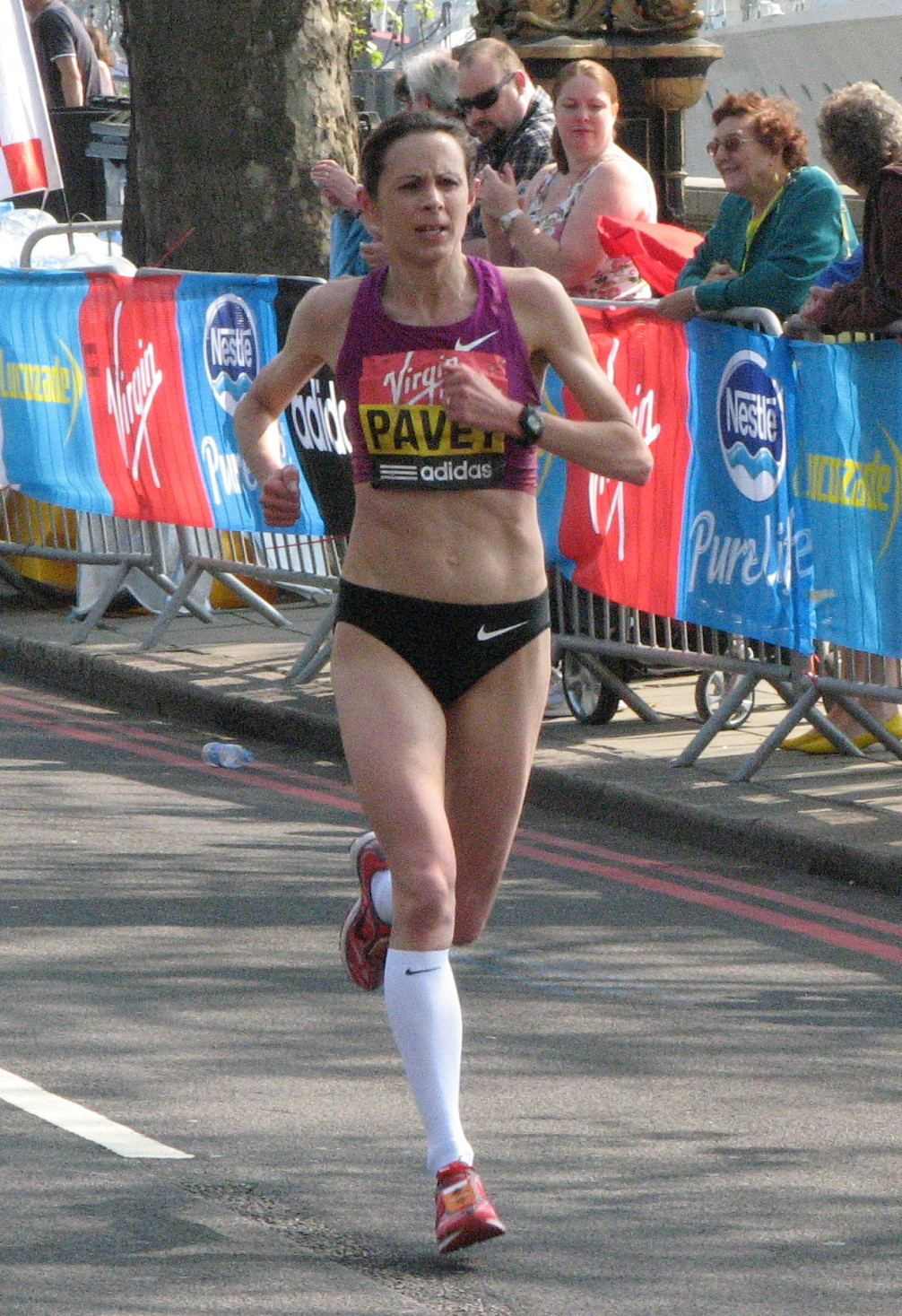
Joanne Pavey mit Kompressionsstrümpfen

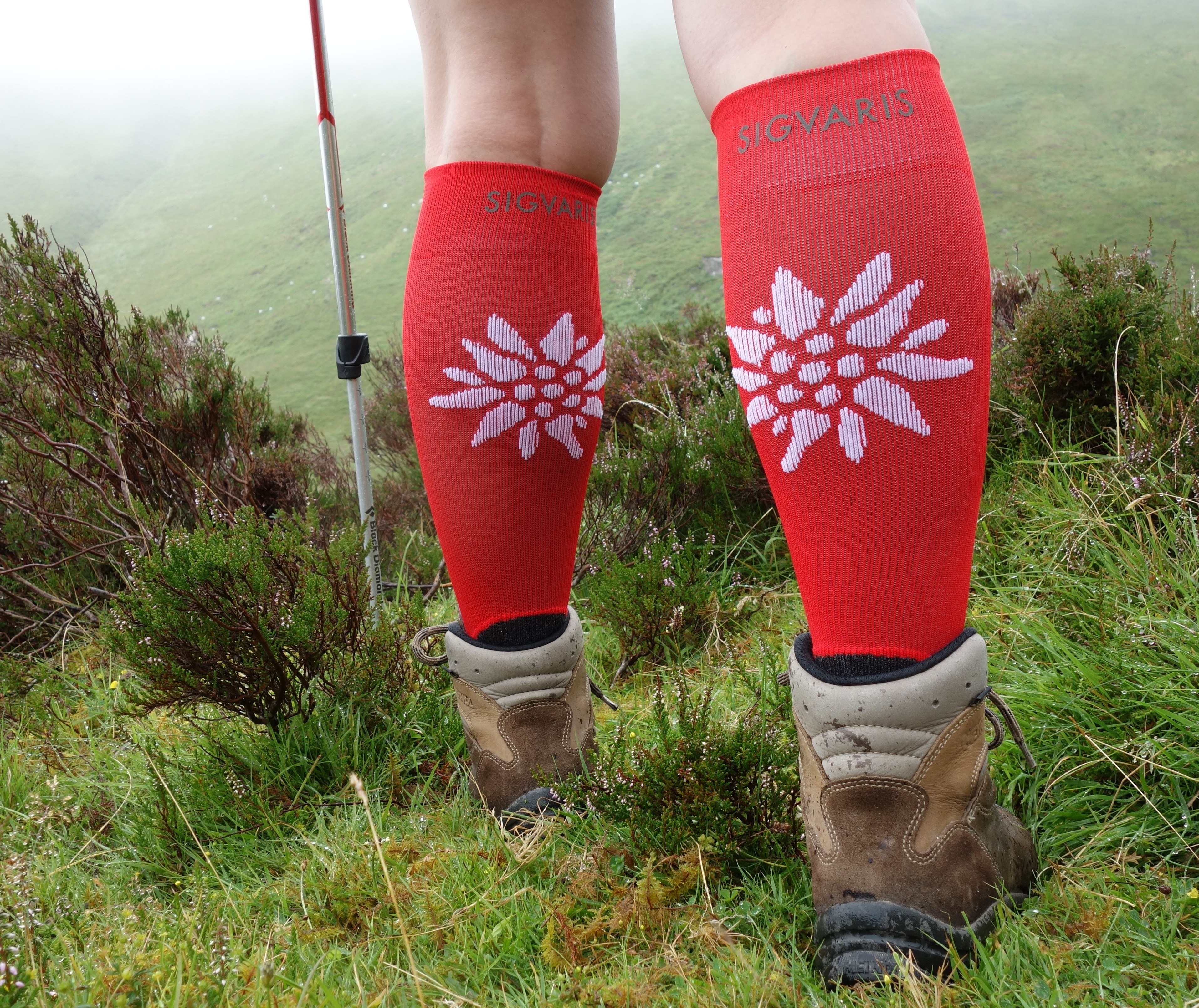
Wanderstrümpfe mit leichter Kompressionswirkung

Kompressionsstrümpfe werden auch verstärkt im Sport (z. B. Nordic Walking, Marathonlauf) eingesetzt und von vielen Sportbedarfsherstellern angeboten. In der Regel handelt es sich dabei aber nicht um medizinische Kompressionsstrümpfe; so gibt es z. B. keine Einteilung in Kompressionsklassen. Als Auslöser des gesteigerten Bedarfs an Materialien mit Kompressionswirkung wird die verstärkte Verwendung im Profisport angesehen. Solche Produkte bewirken allerdings nur eine sehr geringe Kompression. Sowohl Freizeitsportler als auch professionelle Athleten erhoffen sich von diesen Strümpfen eine Erhöhung der Fließgeschwindigkeit des Blutes und so eine Verbesserung der Versorgung der Muskeln mit Sauerstoff und Nährstoffen. Die verfügbare Produktpalette erstreckt sich von robusten Wandersocken für Trekking und Bergsport bis hin zu Sportstrümpfen für professionellen Langstreckenlauf oder ähnliche ausdauerfordernde Leistungssportarten.
Im Jahr 2003 lief die britische Langstreckenläuferin Paula Radcliffe den London-Marathon in Gummistrümpfen mit Kompressionswirkung und siegte. Seither nutzen professionelle Ausdauersportler verstärkt Kompressionsmaterialien zur Unterstützung der Arbeit bestimmter Muskelpartien, deren Regeneration sich durch die Kompressionswirkung beschleunigt. Vor allem kommen hierbei knielange Kompressionsstrümpfe zur Anwendung, die bei internationalen Sportveranstaltungen zu beobachten sind, aber mittlerweile auch von vielen semiprofessionellen und Freizeitsportlern verwendet werden. So läuft jeweils etwa ein Viertel der Teilnehmer bei den großen Städtemarathons in Kompressionsstrümpfen. Beim Triathlon kommen hingegen sogenannte „sleeves“ zum Einsatz, die Knöchel und Wade bedecken, aber über keinen Fußteil verfügen.
Eine leistungssteigernde Wirkung von Kompressionsstrümpfen bei der Erzielung sportlicher Ergebnisse ist bei Spitzensportlern schwer in Metern oder Sekunden zu beurteilen. Unter Laborbedingungen konnte im Jahr 2009 eine Leistungssteigerung bei einem Stufentest auf einem Laufband ermittelt werden. Eine weitere Untersuchung aus dem Jahre 2012 erfasste eine Leistungssteigerung beim Zeitfahren auf dem Fahrradergometer. Diesen Erkenntnissen stehen allerdings zahlreiche Studien gegenüber, die überhaupt keine leistungssteigernden Effekte von Kompressionsmaterialien belegen konnten. Aktuellere Untersuchungen legen ein Augenmerk auf die Erforschung der biologischen Wirkmechanismen von Kompressionsstrümpfen im sportlichen Einsatz.
Neben ihrer Rolle in der Förderung von regenerativen Prozessen scheinen Kompressionsstrümpfe darüber hinaus bei der Minderung von Muskelkater und der Vermeidung von Übersäuerung bei anaerober Belastung ihre Berechtigung zu haben.